# Los Puertos de Altagracia
Los Puertos de Altagracia, és una ciutat veneçolana, és la capital del municipi Miranda de l'estat Zulia, situat en la Costa Oriental del Llac de Maracaibo.

## Història
La vila pròcer i levítica del Zulia, com també és coneguda, va ser fundada el 8 de setembre de 1529 com a Villa de Altagracia per l'alemany Ambrosio Alfinger avançat de la casa Welser d'Augsburg, segons ho declara oficialment l'Acadèmia de la Història de l'Estat Zulia. Situada en la Costa oriental del Llac i des del seu exuberant paisatge i el seu pedestal de noblesa ha vist transcórrer la vida i els seus fets, a la vora del llac de Maracaibo. L'any 1600 va ser elevada a vila, donant-se inici a la formació de carrers, esglésies, escoles, cellers, oficina telegràfica i cementiri entre altres llocs.
En 1823, instal·lat la caserna general dels patriotes, es va dur a terme la Batalla Naval del Llac de Maracaibo, que va segellar l'emancipació de la corona espanyola. A les seves terres es va forjar la idea d'alliberar Veneçuela. Ha estat bressol d'il·lustres sacerdots, connotats mestres, cèlebres poetes, músics brillants, i homes i dones que han lluitat per la seva terra. La ciutat posseeix un nucli urbà catalogat com a Patrimoni Històric del Zulia, on es troben antigues cases d'estil colonial, així com seu d'institucions i museus.

## Zona Residencial
La Villa de Altagracia amb el temps passà a denominar-se Los Puertos de Altagracia. Actualment és una ciutat portuària, capital del municipi Miranda, està situada a 6 m d'altitud en la riba oriental del canal natural que comunica el llac de Maracaibo amb la badia del Tablazo. Manté relacions directes amb Maracaibo, Cabimas i Cor. Posseeix una població estimada per a l'any 2005 propera als 60.000 habitants. En l'última dècada és ciutat dormitori del ComplexPetroquímic Ana María Campos instal·lat a la seva rodalia, servint a més de port terminal petrolier, industrial i pesquer. És seu de la Universitat Rafael-María Baralt.